# Etterbeek
Etterbeek este una din cele 19 comune din Regiunea Capitalei Bruxelles, Belgia. Este situată în partea de centru est a aglomerației Bruxelles, și se învecinează cu comunele Bruxelles, Ixelles, Auderghem, Woluwe-Saint-Pierre, Woluwe-Saint-Lambert și Schaerbeek.

## Istorie

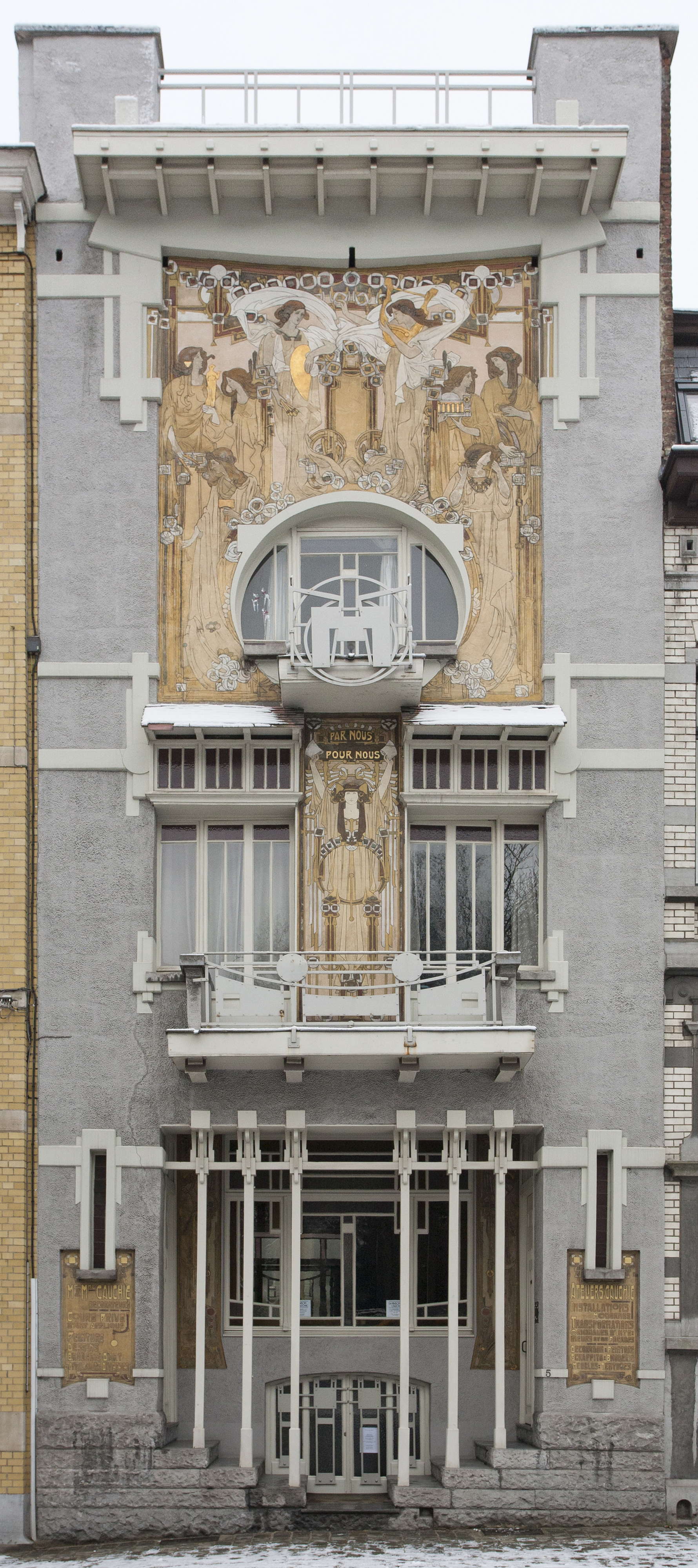
Clădire Art Nouveau din Etterbeek.

Conform legendei locale, prima referință la Etterbeekul este în secolul al VIII-lea, ca un cătun, cu o capelă. Numele actual sub forma Ietrebecca a apărut pentru prima dată în anum 1127. Numele are ca rădăcină cuvintele "Ett" (cuvânt de origine celtică ce înseamnă rapid) și "Beek" (cuvând ce în neerlandeză înseamnă rapid). În 1138, actuala ortografie "Etterbeek" apare pentru prima dată. Cel mai probabil numele este legat de părăul Broebelaer ce traversa orașul.
În Evul Mediu și în epoca modernă, Etterbeekul era o zonă rurală în principal independent de Bruxelles. Cătunul este devastat de două ori în perioada medievală, prima dată în 1489 de către trupele lui Albert duce de Saxonia care urmărește rebelii ce au luptat contra lui Maximilian de Austria și a doua oară în anul 1580 de către iconoclaști protestanți. În 1673 sub dominația spaniolă a Țărilor de Jos, regele Carol al II-lea al Spaniei ridică Etterbeekul la rangul de domeniu baronal, independent de Rhodes și Watermael. 
Etterbekul continuă să se dezvolte, în principal datorită creșterii Bruxelles-ului. În 1684 se înființează o moară pe locul numit De Jacht / La Chasse («Vânătoarea»). În secolul al XVIII-lea se fac drumuri de piatră și lacuri de acumulare pe râul Maelbeek. În 1724 satul avea aproape treizeci de cârciumi și bordeluri pentru doar 450 de locuitori. În aceeași perioadă se înființează o fabrică de porțelanuri și alte ateliere industriale.
Odată cu ocupația de către trupele revoluționare franceze în 1789 teritoriul este reorganizat, Etterbeekul devenind o comună în cantonul Woluwe-Saint-Etienne, arondismentul Bruxelles, departamentul Dyle. Din acest moment, și în special după Revoluția Belgiană din 1830 și stabilirea capitalei la Bruxelles, populația Etterbeekului crește rapid. În 1876, numărul de locuitori depășește 10.000, în 1900 20.000 iar în 1910 33.000. 
În această perioadă au loc schimbări importante în caracterul orașului. În 1853 comuna pierde 40% din teritoriu, 194 ha, în detrimentul Bruxellesului, terenuri pe care se construiesc o serie de cartiere moderne și parcuri. Actualmente teritoriul este ocupat de Instituțiile Europene, gara Bruxelles-Luxemburg, Parcul Leopold, și Parcul Jubileului («Het Jubelpark / le Cinquantenaire») realizat în 1880. În prima parte a secolului XX, în perioada lui Leolold al II-lea al Belgiei orașul a cunoscut o dezvoltare imobiliară importantă și o reamenajare urbană ce dau aspectul actual al bulevardelor largi și al zonelor rezidențiale.

## Personalități locale
- Hergé (nume real: Georges Rémi), cel mai renimit desenator belgian, și creator al lui Tintin
- Philippe Francq, desenator
- André Franquin, desenator
- Hervé Brouhon, fost primar al Bruxellesului; politician și ministru;
- Jérôme d'Ambrosio (n. 1985), pilot de curse.
- Stromae (nume real: Paul Van Haver), renumit cântăreț-compozitor belgian

## Principalele spații verzi din Etterbeek

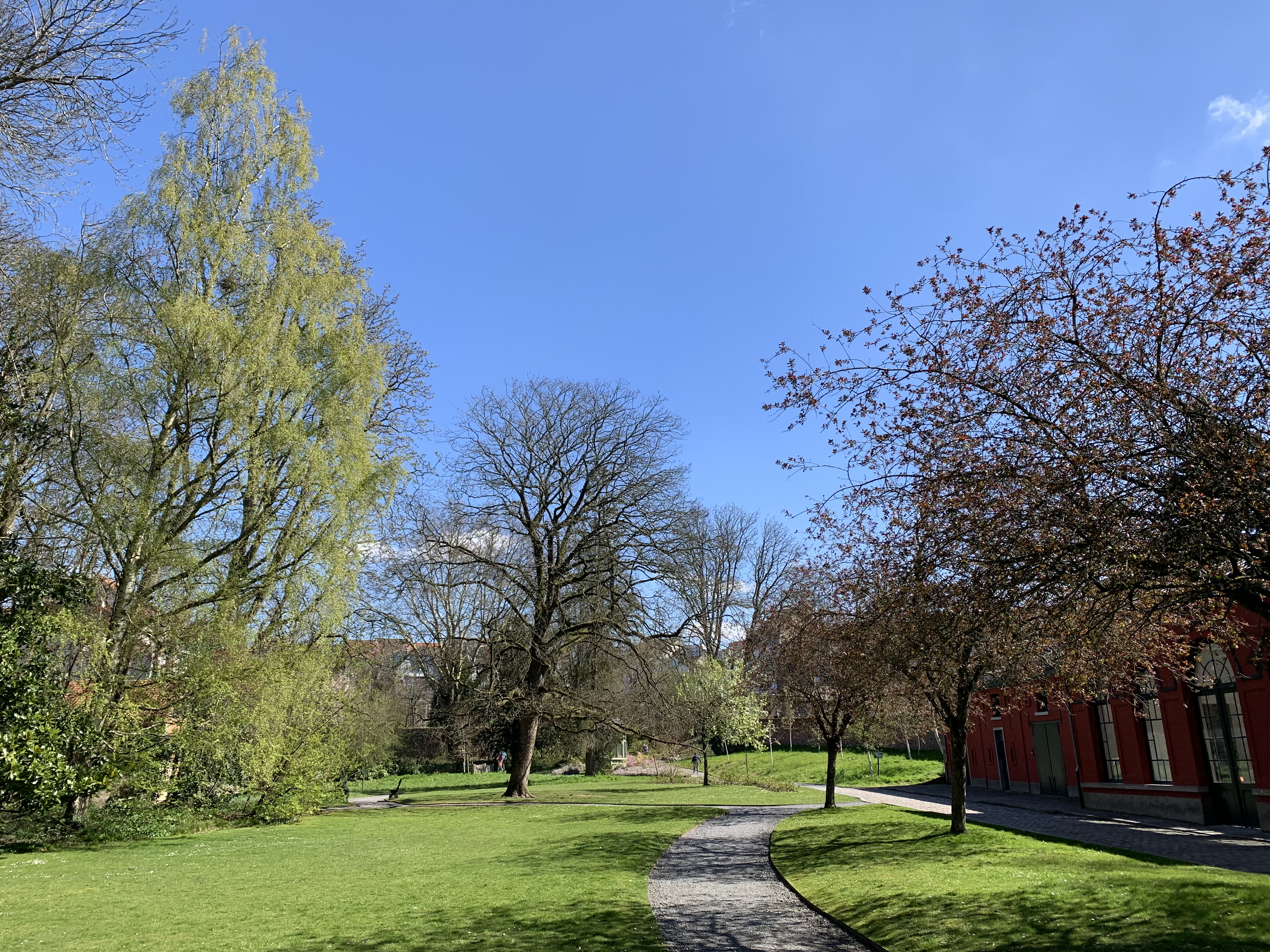
Grădina Félix Hap

- Grădina Félix Hap
- Parcul Fontenay sous Bois
- Parcul Paradis des Enfants
- Parcul "I.N.G."
- Parcul Jouët-Rey

La marginea teritoriului comunei
- Parcul Jubileului
- Parcul Leopold

## Primari
- André Lemort (1830-1836)

Gara din Etterbeek, cu trenurile înspre Charleroi (stânga) și Malines (dreapta).

- Jean-Baptiste Cammaerts (1837-1860)
- François-Louis Hap (1861-1862)
- Joseph Vandersmissen (1862-1865)
- Charles De Buck (1866-1868)
- Pierre Hap-Lemaître (1869-1871)
- Edouard Lacomble (1872-1880)
- Edouard Messens (1881-1898, 1907-1917)
- Nestor Plissart (1899-1906)
- Eugène Godeaux (1918-1924)
- Karel Plissaert (1924-1932)
- Louis Schmidt (1932-1942)
- René Piret (1944-1970)
- Léon Defosset (1971-1991)
- Vincent De Wolf (MR) (1992-)

## Personalități născute aici
- André Franquin (1924 - 1997), artist de benzi desenate.

## Orașe înfrățite
- Fontenay-sous-Bois , Franța;
- Forte dei Marmi, Italia;
- Beauport, Quebec, Canada;
- Essaouira, Maroc;

1. ↑  Totale oppervlakte volgens het Kadasterregister, België, gewesten en provincies (în neerlandeză), Algemene Directie Statistiek[*]
2. ↑  GeoNames, accesat în 9 iulie 2017